# John McVie
John Graham McVie (Ealing, Londres, Reino Unido, 26 de noviembre de 1945) es un músico británico conocido mundialmente por haber sido bajista de la banda John Mayall & the Bluesbreakers y por cumplir la misma labor en Fleetwood Mac, hasta el día de hoy. Inició su carrera musical en 1963 en la banda de John Mayall y en 1967 fue convocado por el guitarrista Peter Green para conformar una nueva banda, pero por asuntos contractuales con Mayall no entró hasta fines del mismo año. Cabe decir que su apellido combinado con el de Mick Fleetwood fueron escogidos para titular la banda y junto a él son los únicos músicos que han estado en toda la carrera de la agrupación inglesa.
Por su parte, en 1998 fue ingresado al Salón de la Fama del Rock and Roll por su trabajo en Fleetwood Mac.

## Historia

### Juventud
Nació en 1945 en Ealing al este de Londres y toda su vida escolar la pasó en el Colegio Walpole Grammar. A los 14 años de edad fundó junto a sus compañeros de escuela John y Peter Barnes, un grupo que versionaba canciones de The Shadows. Es en ella donde aprendió a tocar la guitarra pero no quería ser igual al resto, por lo que le sacó dos cuerdas para crear un bajo hasta que sus padres le regalaron uno marca Fender. Aprendió de manera autodidacta basándose en el estilo de Jet Harris, bajista de The Shadows y que ha nombrado como su principal influencia.
A los 17 dejó el colegio y por nueve meses hizo un curso de recaudador de impuestos, con el fin de financiar su eventual carrera musical.

### Inicios musicales y John Mayall & the Bluesbreakers
Tras su salida del colegio y junto a Tony Wells y Ken Pollendine fundó el power trio The Strangers, con la que versionaban grandes éxitos de las bandas profesionales del momento. Sin embargo su primer trabajo pagado como bajista lo obtuvo en el grupo Krewsaders, que tocaban en fiestas y bodas versionando principalmente temas de The Shadows.
Por aquel mismo tiempo John Mayall estaba reclutando músicos para crear un nuevo proyecto musical, que fue conocido posteriormente como John Mayall & the Bluesbreakers. En primera instancia pensó en el bajista Cliff Barton de Cyril Davis All Star, pero este declinó y a cambio le entregó el número de McVie afirmando que era un buen músico y que solo necesitaba una oportunidad. Tras audicionar para Mayall fue aceptado y entró en 1963 como miembro activo del grupo, pero durante los primeros nueve meses siguió con su trabajo de recaudador hasta que decidió retirarse para enfocarse cien por ciento a su nueva profesión.

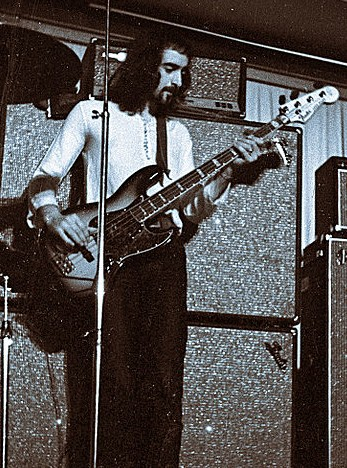
John McVie en vivo en Hanover en 1970.

Bajo la tutela de Mayall conoció la técnica del blues y de otros subgéneros como el chicago blues y el blues rock, escuchando a artistas de la talla de B.B. King y Willie Dixon. Además conoció al guitarrista Peter Green y al baterista Mick Fleetwood, futuros compañeros y cofundadores de Fleetwood Mac.

### Carrera en Fleetwood Mac y vida privada
En 1967 Peter Green lo convocó para crear una nueva banda la cual bautizó Fleetwood Mac y por ese motivo lo llamó, pero no pudo unirse a ellos debido al contrato con Mayall. Mientras duraba dicho contrato, Green convocó a Bob Brunning para suplantar su puesto hasta que el llegara. Finalmente en diciembre del mismo año se integró a la agrupación, luego que Bluesbreakers se acercó al jazz género que a él no le llamaba la atención.
En ella conoció la fama y también los excesos con el alcohol, el cual nació mientras estaban de gira en 1974 promocionando el disco Heroes Are Hard to Find. Ya en 1976 sufrió serios problemas maritales con su esposa y compañera de banda, Christine McVie, que lo llevaron a divorciarse de ella luego de ocho años de matrimonio. Dos años después se volvió a casar con su secretaria Julie Ann Reubens y en 1989 nació su primera hija, Molly McVie.
Durante el año 1986 sufrió graves convulsiones atribuidos al exceso de alcohol y drogas, a tal punto que fue internado en un centro de rehabilitación y desde entonces ha estado sobrio. Junto a Mick son los únicos miembros que han estado en toda la carrera de la banda. Cabe mencionar que sus propios compañero los definen; como un hombre de bajo perfil y amante de la soledad y de la navegación.
El 27 de octubre de 2013 y a través de la página oficial de la banda en Facebook, anunció que fue diagnosticado de cáncer colorrectal y que se sometería a un extenso tratamiento, que provocó la cancelación de la gira por Australia y Nueva Zelanda. Durante el 2014 y 2015 pudo participar de todos los conciertos de la gira On With the Show Tour, luego que su tratamiento fue todo un éxito.

## Discografía
| - 1968: Peter Green's Fleetwood Mac - 1968: Mr. Wonderful - 1969: Then Play On - 1970: Kiln House - 1971: Future Games - 1972: Bare Trees - 1973: Penguin - 1973: Mystery to Me - 1974: Heroes Are Hard to Find - 1975: Fleetwood Mac - 1977: Rumours - 1979: Tusk - 1980: Live - 1982: Mirage - 1988: Tango in the Night - 1990: Behind the Mask - 1995: Time - 1997: The Dance - 2003: Say You Will | - 1965: John Mayall Play John Mayall - 1966: Blues Breakers with Eric Clapton - 1967: A Hard Road - 1967: Crusade - 1992: John McVie's "Gotta Band" with Lola Thomas |